# Chlorus spatulus
Chlorus spatulus är en insektsart som beskrevs av Cigliano och Lange 2007. Chlorus spatulus ingår i släktet Chlorus och familjen gräshoppor. Inga underarter finns listade i Catalogue of Life.